# 28149 Arieldaniel
28149 Arieldaniel este o planetă minoră (asteroid) din centura de asteroizi. A fost descoperită pe 14 octombrie 1998 la Stația Anderson Mesa de Lowell Observatory Near-Earth-Object Search. 
Obiectul prezintă o orbită caracterizată de o semiaxă mare de 2,2830083 UAi, o excentricitate de 0,13, o înclinație de 6,91472 ° în raport cu ecliptica.